# Guillaume Kerner
 (janvier 2011).
Si vous disposez d'ouvrages ou d'articles de référence ou si vous connaissez des sites web de qualité traitant du thème abordé ici, merci de compléter l'article en donnant les références utiles à sa vérifiabilité et en les liant à la section « Notes et références ».
Guillaume Kerner, né le 22 avril 1968 à Paris, souvent surnommé l'« Ange blond », est un ancien boxeur international français de Muay thaï (boxe thaïlandaise).
Il est cité parmi les plus grands combattants occidentaux de Muay thaï. Il est classé meilleur boxeur de l'année par le magazine Uppercut en 1987. Un an plus tard il est élu par les lecteurs du magazine Karate Bushido pour recevoir le Katana d'Or qui lui est remis par le couturier Paco Rabanne au Palais omnisports de Bercy lors du Festival des Arts Martiaux. Il est l'un des premiers boxeurs occidentaux à avoir battu des champions thaïlandais. Sa consécration surviendra le 5 décembre 1995 lorsqu'il est couronné champion du monde (face au thaïlandais Chainarong) devant plus de 200 000 spectateurs à Bangkok.

## Carrière sportive

### Débuts
Guillaume Kerner commence le Muay thaï à l'âge de 13 ans. Il suit l'enseignement de l'un des 10 plus grands champions thaïlandais de tous les temps Pud Pad Noy Worawut qui lui apprend les rudiments de la discipline. À l'âge de quinze ans, il effectue ses premiers combats sans protections face à des adultes qu'il renverse par KO. Deux ans après il réalise une performance au niveau national en devenant champion de France professionnel (classe A) à l'âge de 17 ans. Il conservera le titre de champion de France professionnel durant cinq années consécutives.

### Succès internationaux
En 1988 il s'empare du titre de champion d'Europe à Saint-Denis contre l'Anglais Walker. Durant la même année il remettra son titre en jeu victorieusement face au Hollandais Van Hove. L'année suivante on l'oppose au thaïlandais Wamphadeth qui est simultanément détenteur de la ceinture du Lumpini et du Radjadamnoem et que l'on surnomme le roi des coups de genoux. Organisé au palais omnisports de Bercy, Guillaume Kerner s'incline de justesse mais rentre dans le panthéon du Muay thaï à seulement 19 ans. En 1995 à Bangkok (Thaïlande), le promoteur Songchai Ratanasuban l'oppose au numéro un du Lumpini chainarong dans le cadre d'un championnat du monde organisé pour l'anniversaire du Rama IX en direct à la télévision. Devant un public composé de 200 000 spectateurs Guillaume Kerner l'emporte aux points et est sacré champion du monde. Il remet son titre en jeu la même année aux États-Unis dans la ville de Los Angeles face au champion thaïlandais Coban Lookchaomaesaitong et est déclaré vainqueur aux points.

## Popularité
Guillaume Kerner est considéré comme l'un des tout premiers combattants occidentaux à avoir rivalisé face à des champions thaïlandais. Il avait totalement intégré le style des thaïlandais et était considéré comme un spécialiste des coups de genoux. Malgré l'époque peu médiatisée, son parcours et ses exploits l'ont érigé comme un précurseur ayant ouvert la voie à toute une génération de champions français. Aujourd'hui on peut encore visionner des images de ses combats révélant le style unique qu'il avait développé.